# Silovan Kakabadze
Silovan Yakimovich Kakabadze (en georgiano:სილოვან კაკაბაძე, en ruso: Silovan Якимович Какабадзе) fue un escultor y profesor de Georgia, nacido en 1895 y fallecido 1993).
Estudió en la Academia de Bellas Artes en Tiflis, graduándose en 1930. Entre sus trabajos destaca una colección de retratos de figuras destacadas georgianas talladas a la manera de Auguste Rodin. Entre estos: el retrato del escritor y científico de Georgia siglos XVII-XVIII Sulkhan Saba Orbeliani (1947), un monumento a Alexander Tsulukidze (1949), así como retratos de Stalin. Uno de los retratos de Stalin, erigido en Tiblisi en 1939 le supuso un 2ª puesto en el Premio Stalin de 1941, dotado con 50000 rublos, quedando Sergey Merkurov y Vera Ignatyevna Mukhina primeros.
Entre sus discípulos está Irakli Ochiauri. 